# Walter Forward

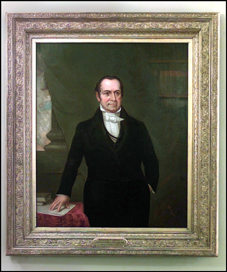
Porträt von Walter Forward im Finanzministerium

Walter Forward (* 24. Januar 1786 in East Granby, Hartford County, Connecticut; † 24. November 1852 in Pittsburgh, Pennsylvania) war ein US-amerikanischer Politiker, der dem Kabinett von US-Präsident John Tyler als Finanzminister angehörte.

## Studium, berufliche Laufbahn und Familie
Nachdem sich seine Familie 1803 in Pittsburgh niedergelassen hatte, absolvierte Forward ein Studium der Rechtswissenschaften an der University of Pittsburgh. Nach der Zulassung zum Rechtsanwalt eröffnete er 1806 eine Kanzlei in Pittsburgh. Einige Jahre war er darüber hinaus Herausgeber der demokratischen Zeitschrift Tree of Liberty.
Sein jüngerer Bruder Chauncey Forward war ebenfalls mehrere Jahre Kongressabgeordneter.

## Politische Laufbahn

### Kongressabgeordneter
Am 8. Oktober 1822 wurde Forward als Abgeordneter der Democratic Republicans in das Repräsentantenhaus der Vereinigten Staaten gewählt, wo er dem zurückgetretenen Henry Baldwin folgte. Dort vertrat er zunächst bis 1823 die Interessen des 14. Kongresswahlbezirks von Pennsylvania und dann anschließend bis 3. März 1825 die des neugeschaffenen 16. Wahldistrikts. 1824 trat er erfolglos zur Wiederwahl an.
Er war 1833 einer der führenden Mitbegründer der United States Whig Party und vertrat diese 1837 auch als Mitglied im Verfassungskonvent von Pennsylvania.
Nach seinem Rücktritt als Finanzminister im Februar 1843 nahm er seine Tätigkeit als Rechtsanwalt in Pittsburgh wieder auf. Im Oktober 1851 erfolgte dann seine Ernennung zum Vorsitzenden Richter des Bezirksgerichts im Allegheny County.

### Finanzminister unter Präsident Tyler und Botschafter in Dänemark
Später war er auch Unterstützer des Wahltickets von William Henry Harrison und John Tyler bei der Präsidentschaftswahl von 1840. Aus diesem Grund wurde ihm nach der erfolgreichen Wahl das Amt des Bezirksstaatsanwalts von West-Pennsylvania angeboten, was er jedoch ablehnte. Stattdessen ernannte ihn Präsident Harrison am 6. März 1841 zum Ersten Kontrolleur des Finanzministeriums (First Comptroller of the Treasury).
Am 13. September 1841 wurde er von Harrisons Nachfolger als Präsident, John Tyler, als Finanzminister in dessen Kabinett berufen und löste in diesem Amt Thomas Ewing ab. Als Finanzminister hob er das erst 1840 unter Levi Woodbury eingeführte unabhängige Finanzsystem wieder auf und hinterlegte das Regierungsvermögen wieder bei Geschäftsbanken. Bereits kurz nach seinem Amtsantritt wurde er vom damaligen Vorsitzenden des Committee on Ways and Means des Repräsentantenhauses, Millard Fillmore, gebeten, einen Plan zur Anhebung der Steuern und Abgaben zu erstellen, um in Krisensituationen wie 1837 den Staatshaushalt abzusichern. Gleichzeitig bat ihn Fillmore um einen Entwicklungsplan für ein Schatzamt zur Einziehung und Auszahlung von Zolleinnahmen. Im August 1842 wurde ein starker Schutzzoll verabschiedet.
Aufgrund von Meinungsverschiedenheiten mit Tyler über die Finanzpolitik trat er am 28. Februar 1843 von seinem Amt als Finanzminister zurück und wurde daraufhin von John Canfield Spencer abgelöst.
Am 8. November 1849 ernannte ihn Präsident Zachary Taylor zum Chargé d’Affaires in Dänemark. Von diesem Posten trat er jedoch bereits nach knapp zwei Jahren am 10. Oktober 1851 zurück und kehrte nach Pennsylvania zurück.
Ihm zu Ehren wurde die Ortschaft Forward Township in Allegheny County benannt.